# Farouk của Ai Cập
Farouk I (/fəˈruːk/; tiếng Ả Rập: فاروق الأول Fārūq al-Awwal; 11 tháng 2 năm 1920 – 18 tháng 3 năm 1965) là vị vua thứ 10 của Ai Cập thuộc Nhà Muhammad Ali và là vị vua áp chót của Ai Cập và Sudan, kế vị cha mình là Vua Fuad I, năm 1936.
Tước hiệu đầy đủ của ông là "Bệ hạ Farouk I, nhờ ân sủng của Chúa, Vua của Ai Cập và Sudan". Là vua, Farouk nổi tiếng với lối sống ăn chơi xa hoa. Mặc dù ban đầu được nhiều người biết đến nhưng danh tiếng của ông đã bị xói mòn do sự tham nhũng và kém cỏi của chính phủ. Ông bị lật đổ trong cuộc đảo chính năm 1952, và buộc phải thoái vị để nhường ngôi cho đứa con trai mới sinh của mình, Ahmed Fuad, lên ngôi với vương hiệu Fuad II. Farouk chết lưu vong ở Ý năm 1965.
Em gái của ông, Vương nữ Fawzia Fuad, là người vợ đầu tiên và là Vương hậu của Quốc vương Iran, Mohammad Reza Pahlavi.